# Hans Heiling
Hans Heiling è una Romantische Oper (Opera romantica) in 3 atti con prologo di Heinrich Marschner su libretto di Eduard Devrient.

## Storia
Devrient cantò anche il ruolo del protagonista alla première al Königliche Hofoper (ora Staatsoper Unter den Linden), Berlino, il 24 maggio 1833. Il lavoro è diventato l'opera di maggior successo di Marschner ed ha portato al compositore una notevole fama, anche se ciò non ha influenzato materialmente la sua posizione ad Hannover, dove era direttore musicale del Teatro di Corte. Come l'altro grande successo di Marschner, Il vampiro, la trama di Hans Heiling fa un grande uso di elementi soprannaturali. Come per molte delle sue opere, Hans Heiling è basato su una leggenda popolare.

## Ruoli
| Ruolo                                      | Registro vocale | Cast della prima, 24 maggio 1833 (Direttore: H. Marschner) |
| ------------------------------------------ | --------------- | ---------------------------------------------------------- |
| Regina dell'Erdgeister                     | soprano         | Johanna Lehmann                                            |
| Hans Heiling, suo figlio                   | baritono        | Eduard Devrient                                            |
| Anna, la sua sposa                         | soprano         | Therese Grünbaum                                           |
| Gertrud, sua madre                         | contralto       | Henriette Valentini                                        |
| Konrad, un cacciatore e innamorato di Anna | tenore          | Karl Adam Bader                                            |
| Stephan, un fabbro                         | basso           | ?                                                          |
| Niklas, un sarto                           | tenore          | Gustav Becker                                              |

## Trama
LocalitàMonti metalliferi della Boemia
EpocaXIV secolo

### Prologo
Dopo essersi innamorato della mortale Anna, Hans Heiling progetta di lasciare l'impero sotterraneo degli Erdgeister per sposarla. Ignorando i tentativi di sua madre, la regina, di persuaderlo a restare, prende alcuni gioielli e un libro magico che gli consentono di mantenere il potere sui suoi sudditi degli Inferi.

### Atto 1
Scena 1
Heiling sale sulla terra per trovare la sua futura sposa. Heiling trova Anna e sua madre, che incoraggia Anna ad accettare le avances del ricco sconosciuto. Durante un momento da sola Anna guarda dentro il suo libro, che la riempie immediatamente di terrore. Heiling brucia il libro su sua richiesta e con riluttanza accompagna Anna alla festa del paese.
Scena 2
Ci sono molte persone nella taverna che bevono, ballano e cantano. Stephan e Niklas vengono raggiunti da Konrad, che ama da molto tempo Anna. Anna e Heiling arrivano e Konrad chiede di ballare con Anna. Heiling obietta con rabbia ma Anna lo ignora e, ricordandogli che non sono ancora sposati, si allontana con Konrad.

### Atto 2
Scena 1
Anna vaga per una foresta mentre torna a casa. Ha capito che ama Konrad, ma rimane la futura sposa di Heiling. All'improvviso appare la regina e supplica la ragazza di liberare suo figlio, che non è un essere umano ma un principe degli inferi. Anna sviene e dopo averla scoperta, Konrad porta Anna a casa.
Scena 2
Heiling si avvicina ad Anna a casa sua, offrendole i suoi gioielli per conquistarla, ma viene respinto da Anna che ora conosce la sua origine. In preda alla rabbia, Heiling accoltella Konrad prima di scappare.

### Atto 3
Scena 1
Heiling ritorna nel regno degli ''Erdgeister''. Convoca i suoi ex sudditi, solo per ricordare che senza il suo libro ha perso il suo potere. Poi scopre che Konrad non è morto e si deve sposare con Anna il giorno successivo. Nella sua disperazione, si getta a terra, e vedendo che Heiling ha perso così tanto, i suoi sudditi gli giurano di nuovo fedeltà. Con la notizia del matrimonio in mente, torna sulla terra per vendicarsi, con suoi poteri ritrovati.
Scena 2
Konrad e Anna si sposano in una cappella nella foresta. Heiling si avvicina e prende la mano di Anna, che implora pietà. Konrad si precipita ad aiutare sua moglie, ma il suo coltello va in frantumi mentre colpisce Heiling. Heiling convoca l'Erdgeister per distruggere tutte le persone, ma poi appare la regina. Convince Heiling a riconciliarsi, e poi tornano negli inferi.

## Musica
Un'opera fondamentale tra Weber e Wagner, la struttura di Hans Heiling è molto originale. L'ouverture dell'atto 1 non apre l'opera come farebbe convenzionalmente: c'è invece un prologo prima dell'inizio dell'ouverture, dopodiché il sipario scende e l'ouverture viene riprodotta durante un cambio di scenario.
L'aria di Heiling dal primo atto, An jenem Tag, viene ancora registrata ed eseguita in concerto sia in Germania che all'estero ed è generalmente considerata la gemma della partitura. Di valore sono anche l'aria della regina, O bleib bei mir; il finale del primo atto, La scena e l'aria di Anna, Einst war so tiefer Freude; Il duetto di Conrad e Anna, Ha! dieses Wort  e l'Evocazione di Heiling, Herauf.
Vale la pena ricordare qui che il tema dell'aria della Regina nel 2° atto (alle parole: Sonst bist du verfallen...) è stato poi utilizzato da Wagner nella sua Valchiria, atto 2, quando quel leitmotiv leggermente modificato viene ripetuto più volte nella scena dell'apparizione di Brünnhilde a Siegmund, le loro reciproche domande e risposte. Anche se un esempio molto raro di prestito nel caso di Wagner, anche lui non è stato sempre assolutamente unico.

## Incisioni
- Marie-Luise Gilles, Heikki Siukola, Ursula Schröder-Feinen, Bernd Weikl, Gerti Zeumer, Orchestra Sinfonica Nazionale della RAI & Coro, direttore George Alexander Albrecht. CD, giugno 1972. Gala Records GLA 730, UPC 675754665821
- Marianne Eklof, Magdaléna Hajóssyová, Karl Markus, Thomas Mohr, Ladislav Neshyba, Jan Rozehnal, Eva Seniglova, Orchestra Filarmonica Slovacca & Coro, direttore Ewald Körner. CD, incisione del 1992, Naxos Records 8.223306-07 (Marco Polo imprint).
- Hans Franzen, Harald Meister, Hermann Prey, Hetty Plümacher, Liane Synek, Leonore Kirschstein, et al. WDR Sinfonieorchester Köln & Coro, direttore Joseph Keilberth. CD, esecuzione live luglio 1966, Köln. Opera d’Oro, UPC 723724387027
- Markus Werba, Anna Caterina Antonacci, Herbert Lippert, Gabriele Fontana, Cornelia Wulkopf, Nicola Ebau, Brian Garth Nickel, Teatro Lirico di Cagliari & Chorus, direttore Renato Palumbo. DVD, 26 luglio 2005. Dynamic 33467, UPC 675754849825